# Acrocercops erioplaca
Acrocercops erioplaca är en fjärilsart som beskrevs av Edward Meyrick 1918. Acrocercops erioplaca ingår i släktet Acrocercops och familjen styltmalar. Inga underarter finns listade i Catalogue of Life.